# Judici de Luanda
El judici de Luanda va ser un judici dut a terme a Luanda, Angola, al juny de 1976 durant la Guerra Civil angolesa. Tretze mercenaris occidentals van ser condemnats a mort per afusellament o a llargues penes de presó.

## Antecedents
Angola havia guanyat la seva independència de Portugal l'11 de novembre de 1975, però el nou país es submergeix immediatament en una guerra civil de ters bàndols. El Moviment Popular per a l'Alliberament d'Angola (MPLA) va ser recolzat per la Unió Soviètica i Cuba, mentre que els Estats Units i alguns dels seus aliats van donar suport al Front Nacional d'Alliberament d'Angola (FNLA) i la Unió Nacional per la Independència Total d'Angola (UNITA).
Tretze mercenaris que lluitaven amb el FNLA, nou britànics, tres estatunidencs i un irlandès, van ser capturats per les forces del MPLA a mitjan febrer de 1976. El 26 de maig foren imputats per la Cort Revolucionària Popular a Luanda.

## Judici
El judici es va celebrar entre l'11 i el 16 de juny. Hi havia cinc jutges. El president fou Ernesto Teixeira da Silva, fiscal general d'Angola. Els altres jutges foren el Director de la Televisió Angolesa, dos oficials militars i un membre del Consell Nacional de les Dones d'Angola. Els veredictes de culpabilitat eren inevitables; abans d'haver-se iniciat el judici Luis de Almeida, director d'Informació i Seguretat, va declarar que els acusats eren culpables i que l'única cosa que calia determinat quina pena els corresponia. El 28 de juny de 1976 es van dictar les següents sentències:
16 anys de presó:
- John Nammock ( Irlanda)
- Gary Martin Acker, 21  Estats Units
- Malcolm McIntyre  Regne Unit

24 anys de presó:
- John Lawlor  Regne Unit
- Colin Evans  Regne Unit
- Cecil Martin "Satch" Fortuin  Regne Unit

30 anys de presó:
- Michael Douglas Wiseman  Regne Unit
- Kevin John Marchant  Regne Unit
- Gustavo Marcelo Grillo, 27  Argentina/ Estats Units

Pena de mort per afusellament:
- Costas Georgiou (aka "Colonel Tony Callan"), 25  Regne Unit
- Andrew Gordon McKenzie, 25  Regne Unit
- Derek John Barker, 35  Regne Unit
- Daniel Francis Gearhart, 34  Estats Units

Algunes de les sentències s'esperaven, especialment la de Georgiou, descrit per alguns dels mercenaris com "un maníac homicida qui gaudia de matar negres només per divertir-se". No obstant això, algunes es van considerar excessives, sobretot la de Gearhart, que havia arribat a Angola només uns dies abans de la seua detenció i que mai va participar en cap activitat contra el govern del MPLA. Acker, un ex-marine, havia rebut un tret en una cama i fou fet presoner el mateix dia que entrava en combat cinc dies després d'haver arribat al país. El primer ministre britànic James Callaghan va enviar un telegrama al president d'Angola Agostinho Neto sol·licitant pietat per als homes.
Tanmateix, els quatre condemnats van ser executats per la policia militar del MPLA el 10 de juliol de 1976. McKenzie, qui havia resultat greument ferit en la cama i usava una cadira de rodes, es va posar dempeus per a fer front a l'escamot d'afusellament.
Els dos americans restants, Grillo i Acker, van ser alliberats l'any 1982 en un intercanvi de presoners elaborat pel Departament d'Estat dels Estats Units. Els presoners britànics van ser posats en llibertat l'any 1984 després de la negociació del Ministeri de Relacions Exteriors i de la Mancomunitat de Nacions.